# 이진수 (배우)
이진수(李辰洙, 1938년 1월 25일 ~ 1998년 9월 21일)는 대한민국의 배우 겸 외화번역가이다. 국립극단 제1기 배우, tbc1기 탤런트이다. 박정희와 빼닮은 외모 때문에 박정희 전문 배우였다.
1962년 연극배우로 첫 데뷔하였고 이후 외화번역가로도 활약하였으며 1987년 KBS TV 드라마 《욕망의 문》에 첫 출연하여 텔레비전배우로 활동하기 시작하였고 1988년 영화 《나신들》의 단역으로 영화배우로 데뷔하였다. 그외 연극 출연작은 이백 편이 넘는다. 그외 연출 번역이 셀 수없을 정도다. 연기학적으로 화법을 정리하여 배우들에게 교습했다. 서울 토박이의 정확한 화법과 표준어를 지키는 데 노력한 대본 화법의 대가였다.

## 일화
- 제3공화국 (1993년)에서 박정희 역할을 맡은 이후로, 박정희 대통령이 재림한 것처럼 생각했던 택시기사들은 그가 늘 택시를 탈 때마다, 그에게 귀빈 못지 않은 특급 예우를 해주었다고 한다. 택시 탈 당시에 목적지까지의 운임을 받지 않을 정도였다고 한다.

## 학력
- 서울 휘문고등학교 졸업
- 성균관대학교 불어불문학과 중퇴
- 한국신학대학교 졸업

## 출연작

### 텔레비전 드라마
- 오성장군 김홍일 (1985년) - 신성모 (KBS)
- 북으로 간 여배우 (1986년) - 송영 (MBC)
- 조선왕조 오백년 - 남한산성 (1986년) - 윤황 (MBC)
- 욕망의 문 (1987년) - 박정희 (KBS)
- TV 손자병법 (1987년) (KBS)
- 제2공화국 (1989년) - 박정희 (MBC)
- 제3공화국 (1993년) - 장년 박정희 (MBC)
- 전쟁과 사랑 (1995년) - 박정희 (MBC)

### 영화
- 나신들 (1988년)
- 오성군 한음군 (1988년)
- 슈퍼베타맨 마징가 V (1990년)
- 독재소공화국 (1991년)
- 서울 야누스 (1991년)
- 인간시장 3 (1991년)
- 팔도 사나이 91 (1991년)
- 엑스 성을 가진 여자 (1991년)
- 서울의 눈물 (1991년)
- 빠담풍 (1992년)
- 변금련 2 (1992년)
- 무소의 뿔처럼 혼자서 가라 (1995년)
- 카루나 (1996년)

### 수상
- 1989년 MBC 연기대상 TV 드라마 연기자부문 특별상
- 1990년 제17회 한국방송대상 남자 탤런트상

### CF
- 1990년 대웅제약 미란타